# Blaenhonddan
Blaenhonddan est une communauté du borough de comté de Neath Port Talbot, au pays de Galles.
Elle est située juste au nord de la ville de Neath et comprend les villages et hameaux d'Aberdulais (en), Bryncoch (en), Cilfrew (cy) et Cadoxton-juxta-Neath (en).

## Démographie
Au recensement de 2011, la communauté de Blaenhonddan comptait 12 151 habitants.